# Judaísmo mesiánico

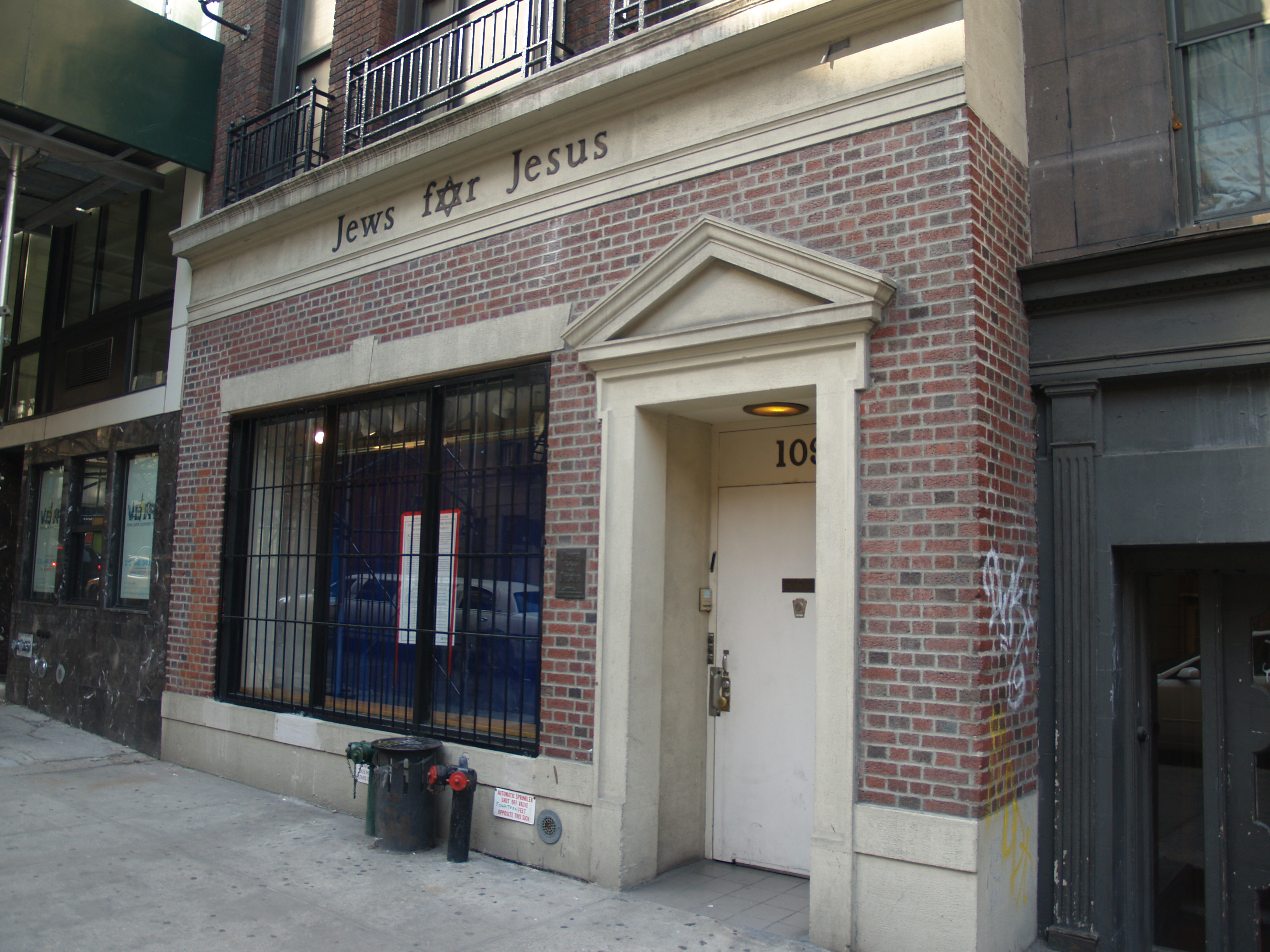
La sede central de Judíos para Jesús, en Nueva York.

El judaísmo mesiánico es un movimiento religioso que surgió de las misiones hebreo-cristianas entre los siglos XIX y XX, cuyo objetivo era la evangelización del pueblo judío. Contiene componentes cristianos con elementos de la tradición judía.
Los judíos mesiánicos (no confundir con el movimiento judío nazareno) se consideran a sí mismos como «judíos en religión» y practican su fe de manera que ellos se consideran a sí mismos «auténticos observantes» de la Torá. Sin embargo, las corrientes tradicionales del judaísmo, desde los ultraortodoxos hasta los reformistas, no consideran al judaísmo mesiánico como una forma de judaísmo, debido a que el judaísmo mesiánico acepta el Nuevo Testamento y a Jesús de Nazaret (Yeshúa) como el Mesías.  
La Corte Suprema de Israel determinó que los judíos mesiánicos que demuestren su ascendencia judía son sujetos de los beneficios que tiene la Ley del Retorno, incluyendo la ciudadanía israelí. La Corte también ha declarado que las sinagogas mesiánicas tienen derecho a la misma exención de impuestos que las sinagogas tradicionales.
En 2003 existían 400 agrupaciones mesiánicas en todo el mundo.
En 2008, el número de judíos mesiánicos en los Estados Unidos era de alrededor de un cuarto de millón. El número de judíos mesiánicos de los que se tenía noticia en Israel en 2007 era de 6.000-15.000 miembros.

## Historia

Símbolo del judaísmo mesiánico (menorá, estrella de David, ichthys) fusionados

Se originó como un movimiento hebreo-cristiano en la Inglaterra del siglo XIX, donde congregaciones hebreo-cristianas comenzaron a fundarse; la primera de estas fue «Ben Abraham» en la ciudad de Londres, fundada con cuarenta y un miembros en 1813. En 1885 el judío Ben Israel Jakob, también conocido como Jacob Wechler de Chisináu, tradujo dos de los sermones de Joseph Rabinowitz del yidis al hebreo, alimentando el movimiento dentro del judaísmo. En ese mismo siglo en Europa Central surgió uno de los principales precursores del judaísmo mesiánico, el húngaro Ignatz Lichtenstein, quien a mediados de 1890 contribuyó con lo que ciertos estudiosos denominan literatura mesiánica clásica en alemán.
En 1866, la Alianza Hebrea Cristiana de Gran Bretaña se organizó con sucursales en varios países de Europa y los Estados Unidos. Un grupo similar, la Alianza Hebrea Cristiana Estadounidense (HCAA), se formó en Estados Unidos en 1915. La Alianza Hebrea Cristiana Internacional (IHCA) se organizó en 1925 (y más tarde se convirtió en la Alianza Internacional Mesiánica Judía). Otros grupos adicionales se formaron en las décadas posteriores.
El judaísmo mesiánico moderno renació en los años 1960. Un cambio importante ocurrió cuando Martin Chernoff se hizo presidente del HCAA (1971-1975). En junio de 1973, el HCAA se denominó la Alianza Judía Mesiánica de Estados Unidos (MJAA) y el nombre se cambió oficialmente en junio de 1975. El cambio de nombre no era solamente «una expresión semántica». Como lo declara Rausch, «representó una evolución en los procesos de pensamiento, de la perspectiva religiosa y filosófica hacia una expresión más ferviente de la identidad judía».
El judaísmo mesiánico en Estados Unidos fue un movimiento en gran parte judeocristiano, cuyos orígenes se pueden remontar a las misiones hebreas cristianas con los judíos de los siglos XIX y XX. Las congregaciones judías mesiánicas son comprendidas tanto por aquellos que nacen judíos como por quienes aceptan a Yeshúa como su Mesías, así como también existen partidarios gentiles que adoptan «un modo de vivir judío», haciéndose prosélitos en algunos casos. Sin embargo, otra corriente doctrinaria ubica el nacimiento de judaísmo mesiánico justo con el Mesías, puesto que los apóstoles de Jesús eran judíos que creían en Jesús como el Mesías. 

### Organizaciones Internacionales
Se han fundado varias organizaciones judías mesiánicas que representan a la mayoría de las sinagogas y congregaciones mesiánicas a nivel mundial. La Alianza Judía Mesiánica Internacional fue fundada en 1925 y reúne alianzas nacionales de creyentes. La Unión de Congregaciones Judías Mesiánicas fue fundada en 1979.  La Alianza Internacional de Congregaciones Mesiánicas fue fundada en 1986.

## Teología
Existen diferentes denominaciones dentro del judaísmo mesiánico y tienen entre ellos varias diferencias teológicas. En esta sección solo se toman en cuenta las diferentes teologías de las diferentes organizaciones mesiánicas que han sido analizadas por los estudiantes del judaísmo mesiánico. Para obtener una mayor información sobre las diferencias teológicas puede leer la sección del artículo que trata sobre los diferentes grupos de judíos mesiánicos.

### Dios
Los mesiánicos creen en YHWH (יהוה) el Dios de la Biblia; Elohim, que Él es todopoderoso, omnipresente, eterno, existe fuera de la creación, infinitamente significante y benevolente. Creen en un solo Dios, basado en el verso de la Shemá, creen en la manifestación de Dios, Yeshúa (Salvación, el Hijo o Ben, Mesías) y el Ruaj HaKodesh (Espíritu Santo). El concepto de Dios en el judaísmo mesiánico marca la división principal con el judaísmo rabínico tradicional, ya que este último considera al judaísmo mesiánico solamente como una forma de idolatría.

### Yeshúa
Contrariamente al judaísmo tradicional o rabínico, el judaísmo mesiánico afirma que Yeshúa (ישוע), forma hebrea de Jesús , es el Mesías prometido por Dios al pueblo de Israel, una creencia que no difiere de las doctrinas cristianas en cuanto a la naturaleza y la identidad de Jesús de Nazaret.
Las principales ramas del judaísmo mesiánico lo aceptan como "Dios hecho carne" y la "Davar (Palabra) hecha carne" (Juan 1). La fe judía mesiánica tiene como base que Yeshúa cumplió todas las profecías escritas en el sagrado Tanaj.
Su doctrina afirma que Yeshúa rescató primeramente el mundo de la esclavitud espiritual, y al final de los tiempos rescatará el mundo de la opresión física y establecerá su Reino eterno; una creencia compartida con el resto del cristianismo.

### Sagradas Escrituras
Los judíos mesiánicos creen que el Tanaj (Antiguo Testamento) y el Nuevo Testamento (llamado por ellos nuevo pacto o nueva alianza (Brit Jadashá), basándose en Jeremías 31:31) son la palabra inspirada de Dios.

### Torá
El tema de la observancia de la Torá (legislación/ley) es discutible dentro del judaísmo mesiánico. Generalmente, las congregaciones observantes de la Torá mantienen la ley judía, las festividades judías y el Sabbat.
A diferencia del cristianismo tradicional que niega las leyes rituales y civiles específicas del Pentateuco (pero que afirma que la Torá es la santa palabra de Dios) los mesiánicos creen que la ley mosaica es aún vigente para ellos, cuando son cuestionados, los judíos mesiánicos generalmente citan las siguientes referencias: en cuanto a la observancia de la Torá en el Nuevo Testamento los judíos mesiánicos afirman que la Torá no se suprimió. La mayor parte de los mesiánicos cree que la observancia de la Torá causa la santificación y no la salvación, ya que esta última es otorgada solamente por el Mesías.

## Prácticas religiosas
Algunos judíos mesiánicos utilizan los llamados tzitzit, franjas en los bordes de sus vestidos con la función de recordar los mandamientos de Dios descritos en la santa Torá. La cita bíblica en la que se basan para esta costumbre está en Números 15:37-41.

### Observancia de las Festividades
Estas son las principales festividades judías celebradas por la mayoría de las congregaciones judías mesiánicas. Dicha lista está ordenada según el orden dado en la Torá, el cual inicia con el Shabat según Bereshit, y termina con Sucot, dicho orden establece una relación fuerte entre la primera y segunda venida del Mesías, con el simbolismo de las fiestas bíblicas.

#### Shabat
Su principal festividad es el Shabat (el sábado). Los fieles se reúnen en las tardes de los viernes (Erev Shabat), sábados en la mañana y noche (Havdalah).

#### Janucá
Fiesta Judaica celebrada el 25 de Kislev al 2 o 3 de Tevet.

#### Pésaj
La Pascua judía es el 14 de Nisán, con la fiesta de los panes sin levadura del 15 al 22 de Nisán. Durante estas fechas se conmemora el sacrificio de Yeshúa en la cruz. Fue el 14 de Nisán, día de la Pascua judía, a las tres de la tarde, cuando murió y resucitó al comenzar el primer día de la semana —es decir al atardecer del día sábado, cuando comenzaba la Fiesta de los primeros frutos o las primicias (Bikurim).

#### Shavuot
Se celebra cada 6 de Siván. Este día "permite conectar Éxodo 19 con el capítulo 2 del libro de Hechos de los Apóstoles. El festival une la entrega de la Torá en el Sinaí con la entrega del Espíritu Santo en Jerusalén, dos acontecimientos que están inseparablemente unidos". La Fiesta de Shavuot es originalmente el Pentecostés de los cristianos.

#### Yom Teruah y/o Rosh Hashaná
Yom Teruah es la "Fiesta de las trompetas" (literalmente, "Día del Toquido o Sonido"), instituida en Vayikrá / Levítico 23:24-25, en la que se ordena el toque del shofar para llamar al pueblo al arrepentimiento, y con él se inician los Días del Temor Reverencial o Yamim Noraim.
En Yom Teruah se celebra el Rosh Hashaná o "Año Nuevo" durante el 1 y 2 de Tishrei (primer mes del calendario hebreo moderno).
Algunos judíos mesiánicos celebran el año civil y el año espiritual de Israel. Al primero en Tishrei lo llaman "Año Nuevo secular" y al 1 de Nisán "Año Nuevo espiritual".

#### Yom Kipur
El "Día del Perdón", 10 de Tishrei.

#### Sucot
La "Fiesta de los "Tabernáculos", conocida también como Fiesta de las Cabañas o Enramadas, se celebra del 15 al 22 de Tishrei. Para los mesiánicos, Yeshúa el Mesías nació el primer día de la Fiestas de las Cabañas, el 15 de Tishrei. 
De hecho, en esto parecen concordar diversos grupos minoritarios del cristianismo, quienes consideran que la verdadera fecha del nacimiento de Jesús de Nazaret (Yeshúa) fue en otoño y afirman que no hay evidencia de que haya ocurrido el 25 de diciembre (día de Navidad) como se ha conmemorado tradicionalmente desde el siglo IV, cuando se proclamó el 25 de diciembre como fecha de la Natividad de Jesús.

## Judíos mesiánicos desaparecidos

### Judaísmo ebionita
El judaísmo ebionita creía que Jesús era el mesías y mantenía la normatividad de la Torá. En la forma atestiguada históricamente, no aceptaba los escritos del Nuevo Testamento, excepto, según algunos autores el evangelio de Mateo en hebreo. Aparentemente creían que Jesús era el hijo de José y María, sin aludir a una concepción virginal y, casi con certeza, sin carácter divino. Consideraban a  Pablo de Tarso como falso apóstol, incluso un no judío de origen, y reverenciaban especialmente a Santiago, el Justo, hermano de Jesús y líder de la iglesia de Jerusalén. El movimiento desapareció hacia el siglo IV de nuestra era. Tanto los cristianos como las autoridades del judaísmo lo consideraron herético.

### Judaísmo nazareno
Los nazarenos o notzrim fueron probablemente una rama del judaísmo del Segundo Templo, conformada por los judíos seguidores de Jesús, quienes lo aceptaban como el Mesías, pero rechazaban su concepción virginal y su divinidad, además de mantener la observancia de la ley y las costumbres judías. Padres de la Iglesia, como Epifanio, Jerónimo y Tertuliano, hacen mención de ellos en sus escritos, a menudo confundidos con los ebionitas. Algunos autores como Etienne Nódet consideran que el movimiento nazareno precedió a Jesús.

## Instituciones educativas
- Jewish University of Colorado (Universidad judía de Colorado)[33][34]